# Hergersdorf
Hergersdorf is een plaats in de Duitse gemeente Schwalmtal (Hessen), deelstaat Hessen, en telt 190 inwoners (2006).